# Union Hill (Carolina del Norte)
Union Hill es un área no incorporada ubicada del condado de Surry en el estado estadounidense de Carolina del Norte  situado entre Little Mountain y al sur de la Mitchell River.